# بائوتو استیل
بائوتو استیل (انگلیسی: Baotou Steel) شرکت فولاد چینی است، که در سال ۱۹۵۴ تأسیس شد.